# Bangbros (groupe)
Pour les articles homonymes, voir Bangbros.
Bangbros est un groupe allemand de handsup. Il est composé de Frank Brauer (Franky B.) et Olaf Krügel (Bangboy, O-Mind ), et formé en février 2005. En septembre 2008, ils lancent leur propre label, appelé Hammer Tracks.

## Historique
Brauer et Krügel sont DJ avant leur première rencontre. Krügel produit son premier single en 1995, et le sort sous le label Evolver, puis il sort d'autres disques sous différents labels comme notamment Kontor Records, Tunnel Records, et Universal Music. Il réussit, cependant, à percer en 2001 avec le morceau I Engineer. Il se place après quelques semaines au sommet dans les charts allemands.
Brauer et Krügel se rencontrent pour la première fois en février 2005. Cette même année, ils sortent leur premier single-vinyle intitulé Say Hello, au label Aqualoop Records. Depuis lors, Bangbros compte plus de 150 concerts par an à travers l'Europe.
À la fin 2015, après dix ans de carrière, le duo publie la compilation Bangbros - 10 Years of Hands Up, qui comprend, comme l'indique le titre, des morceaux enregistré en dix ans,.

## Discographie

### Albums studio
- 2006 : Viva La Bang!
- 2007 : Bangerland
- 2009 : Yes We Bang!

### Singles
- 2007 : Arschgesicht
- 2008 : Eins zwei polizei
- 2008 : Da Geht Er Hoch (Bang Bang)
- 2009 : Bang Your Hands Up! CD1